# Naftali Bennett

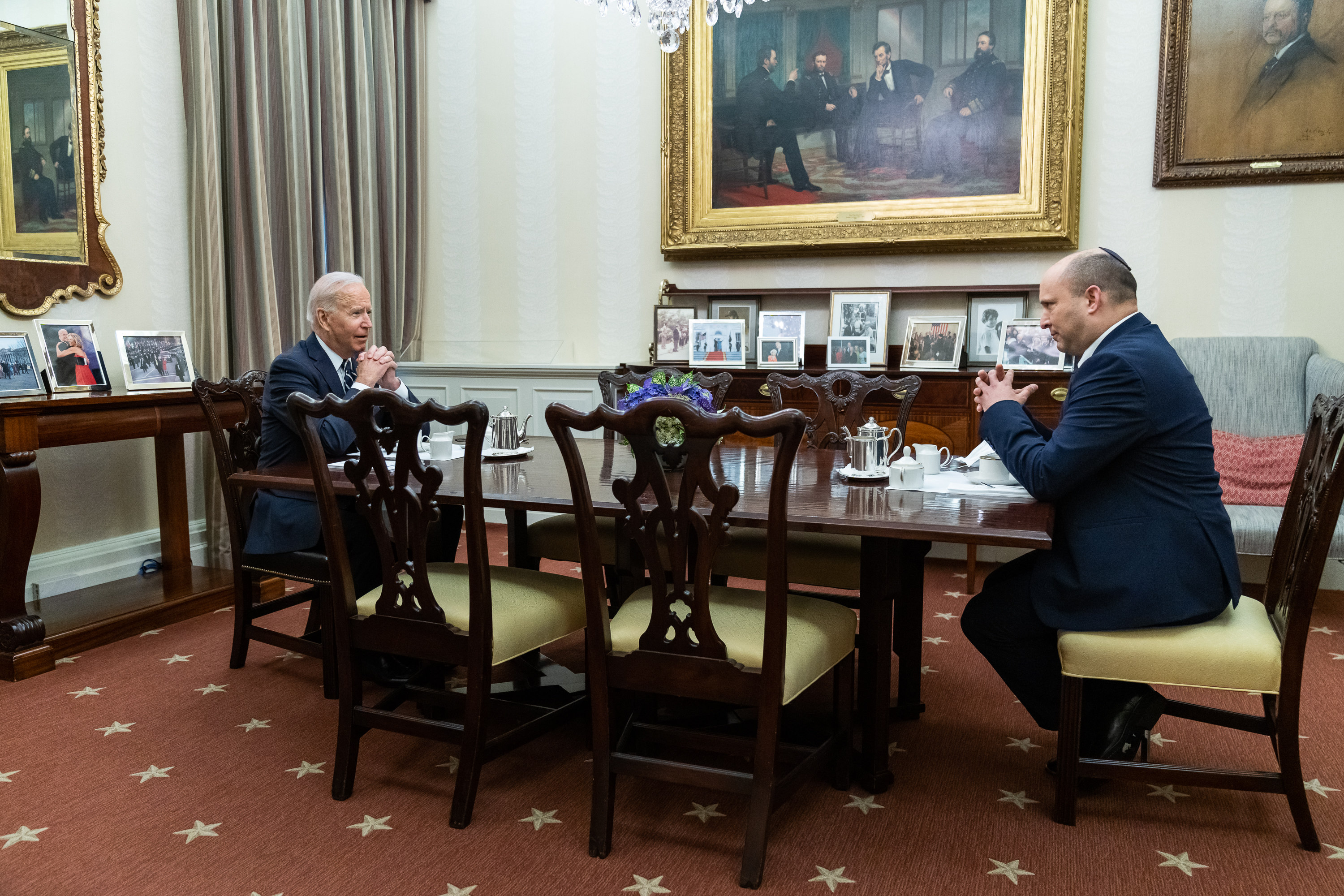
Joe Biden och Naftali Bennett i Oval Office Dining Room den 27 augusti 2021.

Naftali Bennett (hebreiska: נַפְתָּלִי בֶּנֶט), född 25 mars 1972 i Haifa i Israel, är en israelisk politiker. Bennett var mellan  2018 och 2022 ledare för partiet Nya högern, efter att tidigare varit partiledare för Judiskt hem 2012–2018.
Naftali Bennett växte upp i Haifa. Han är den yngste av tre söner till Jim och Myrna Bennett, som hade immigrerat till Israel från USA 1967. Pappan var fastighetsmäklarere och mamman arbetade för en immigrantorganisation. Familjen bodde Montreal i Kanada 1976–1978 och senare några år i USA till 1982.
Han tjänstgjorde i Israeliska försvarsmaktens specialstyrkor Sayeret Matkal och Maglan och blev därefter en IT-entreprenör. År 1999 var han medgrundare av det amerikanska företaget Cyota, som såldes 2005. Han har också varit vd för det israeliska molnföretaget Soluto, som såldes 2013.
Bennett gick in i politiken 2006 som stabschef för Benjamin Netanyahu till 2008. Åren 2010–2012 var han chef för Yesha Council, centralorganisationen för israeliska bosättningar. År 2011 grundade han tillsammans med Ayelet Shaked den politiska rörelsen My Israel. År 2012 valdes Bennett tillpartiledare för  The Jewish Home, som i 2013 års val fick 12 platser av de sammanlagt 120 i Knesset. Under Benjamin Netanyahu var han ekonomiminister och religionsminister 2013–2015 och därefter utbildningsminister. Han lämnade 2018 The Jewish Home för att bilda New Right, vilket ingick i Yamina-alliansen. Han förlorade sin plats i Knesset 2019 och avskedades som utbildningsminsiter samma år av Netanyahu. I nya val kom han åter in i Knesset och blev därefter försvarsminister till 2020. 
År 2020 efterträdde Bennett Shaked som ledare för Yamina-alliansen och i juni 2021 ingick han ett avtal med bland annat Yesh Atids ledare Yair Lapid om en rotationsregering. Bennett blev därmed premiärminister. Han tillträdde 13 juni 2021. Sommaren 2022 sprack regeringen, och Bennett utlyste nyval och överlämnade premiärministerposten till Lapid enligt rotationsöverenskommelsen.
Bennetts position har beskrivits som "ultra-nationalistisk" och Bennett beskriver sig själv som "mer höger" än Benjamin Netanyahu.
Bennett är gift med konditorn Gilat Bennett. Paret har fyra barn.